# Дрю, Ричард (фотограф)
Ричард Дрю (родился 6 декабря 1946 года) — фотожурналист информационного агентства Associated Press.

## Карьера
Дрю был одним из четырёх фотокорреспондентов, присутствовавших при убийстве Роберта Фрэнсиса Кеннеди 5 июня 1968 года.
В 2001 году Ричард сделал фотографию под названием «Падающий человек», на которой запечатлён силуэт человека, падающего с башен Всемирного торгового центра после терактов 11 сентября. Британский документальный фильм «9/11: The Falling Man», посвящённый этой фотографии, вышел на канале Discovery Times 10 сентября 2007 года.

## Личная жизнь
Ричард Дрю живёт с женой и двумя дочерьми в Нью-Йорке.